# Călina Trifan
Călina (Aculina) Trifan (n. 30 aprilie 1953, Slobozia Mare, Raionul Cahul) este o poetă din Republica Moldova.

## Studii
Este absolventă a Facultatea de Biblioteconomie și Bibliografie a Universității de Stat din Moldova (1976), cu excelență. A activat în calitate de bibliograf-șef la Biblioteca științifică a Universității de Stat din Chișinău (1976-1988); bibliograf la Colegiul pentru Traduceri al Uniunii Scriitorilor (1989-1990); redactor la ziarul „Glasul” (1990-1991). Din iulie 1991 până în mai 2014 a fost secretar științific al Centrului Național de Studii Literare și Muzeografie, azi Muzeul Național de Literatură Română (Chișinău).

## Opera

### Cărți de poezie
A debutat cu poezii în volumul colectiv „Dintre sute de catarge”, Chișinău, 1984. 
- „Adagio” (Chișinău, Ed. Literatura Artistică, 1989);
- „Soliloc (Chișinău, Ed. Hyperion,1992);
- „Descărcare în egretă” (Timișoara, Ed. Augusta, 1999)
- „Canonul tăcerii” (Timișoara, Ed. Augusta, 2000);
- „Pe banchizele din cer” (Chișinău, Ed. Cartier, 2004);
- „Femeile iubesc cum respiră” (Chișinău, Ed. Arc, 2011);
- „Semne particulare: Haute couture” (Iași, Ed. TipoMoldova, 2014);
- „Femeile iubesc cum respiră” (ed. a 2-a, București, Ed. Vinea, 2016);
- „Arta războiului sau Pauză de respirație” (Chișinău, Ed. Prut, 2018);
- „Zona de respirație” (Chișinău, Ed. Pontos, 2020);
- „O dublă în plus” (Chișinău, Ed. Arc, 2023).

### Autor, antologator, coordonator
- Femeia în zonele de conflict (autor și coordonator, 2005)
- Aleea Clasicilor (Chișinău, Ed. Arc, 2009)
- Fabule: cele mai populare fabule din lit. universală și lit. clasică română: Selecție C. Trifan, Chișinău, Ed. Arc, 2008;
- Antologia Cartea Poeziei, 2017 (Chișinău, Ed. Arc, 2017).
- Dicționarul scriitorilor români din Basarabia 1812-2010 (în colab.), Chișinău, ed. 1 și a 2-a (autor, Ed. Prut Internațional, 2007, 2010);
- Proiectul de istorii verbale: Femeia în zonele de conflict (Chișinău, Ed. Știința, 2006) (autor și coordonator)
- Volumul Ion Vatamanu: Iubirea până la capăt (în colab.), Chișinău, Ed. Prut Internațional, 2012 (coordonator);
- Volumul de interviuri și istorii orale: Memorări necesare: O viață în dialog, Ed. Lumina, 2015

## Premii

### Premii naționale și internaționale
- Premiul săptămânalului „Literatura și arta” pentru poezie pentru anul 1998
- Premiul salonului internațional de carte de la Iași și Chișinău pentru vol. „Descărcare în egretă” (Timișoara, Ed. Augusta, 1999).
- Premiul special pentru colaborare activă, susținere și promovare energică a limbii române. Revista „Limba Română”, Casa „Limbii Române”,  2000
- Bursa de Merit a Fundației Soros. Compartimentul Literatură. 2006
- Premiul pentru beletristică originală. Salonul Național de Carte, ed. a VIII-a, Iași, 1999[3]
- Premiu Special. Salonul Național de Carte, Chișinău, ed. a VIII-a, 1999

### Premii ale Uniunii Scriitorilor
- Premiul pentru poezie al Uniunii Scriitorilor din Moldova în 2005 pentru volumul „Pe banchizele din cer”[3]
- Premiul special al Uniunii Scriitorilor din Moldova în anul 2016 pentru volumul „O viață în dialog”.
- Premiul special al Uniunii Scriitorilor din Moldova în 2018 pentru antologia „Cartea  poeziei 2017”.
- Premiul de Excelență al Uniunii Scriitorilor din Moldova (2019)[3]

### Distincții
- Premiile Uniunii Scriitorilor din Moldova (2004, 2015, 2017, 2018)
- Diplomă de Onoare a Ministerului Culturii al Republicii Moldova (2015)
- Medalia "Mihai Eminescu" (2015)[3]